# Бамбуковые
Бамбу́ковые (лат. Bambusoideae) — крупное подсемейство растений семейства Злаки (Poaceae), наиболее известным представителем которого является Бамбук обыкновенный (Bambusa vulgaris). 

## Типы и виды бамбуков
В подсемействе насчитывается около 1200 видов. Имеются два основных типа бамбуков, которые одновременно являются представителями двух таксономических триб:
- Триба бамбуки (Bambuseae): представители — одревесневающие растения со стройным, нередко ветвящимся, часто высоким стеблем, воздушными, изящными кронами, травянистыми листьями, а иногда и с гигантскими метёлочными соцветиями.

- Триба олировые (Olyreae): представители — растения, которые растут как «обычные» травы, образуют заросли и не одревесневают; как правило, эти растения редко бывают выше одного метра.

## Описание растения

### Рост и развитие некоторых видов

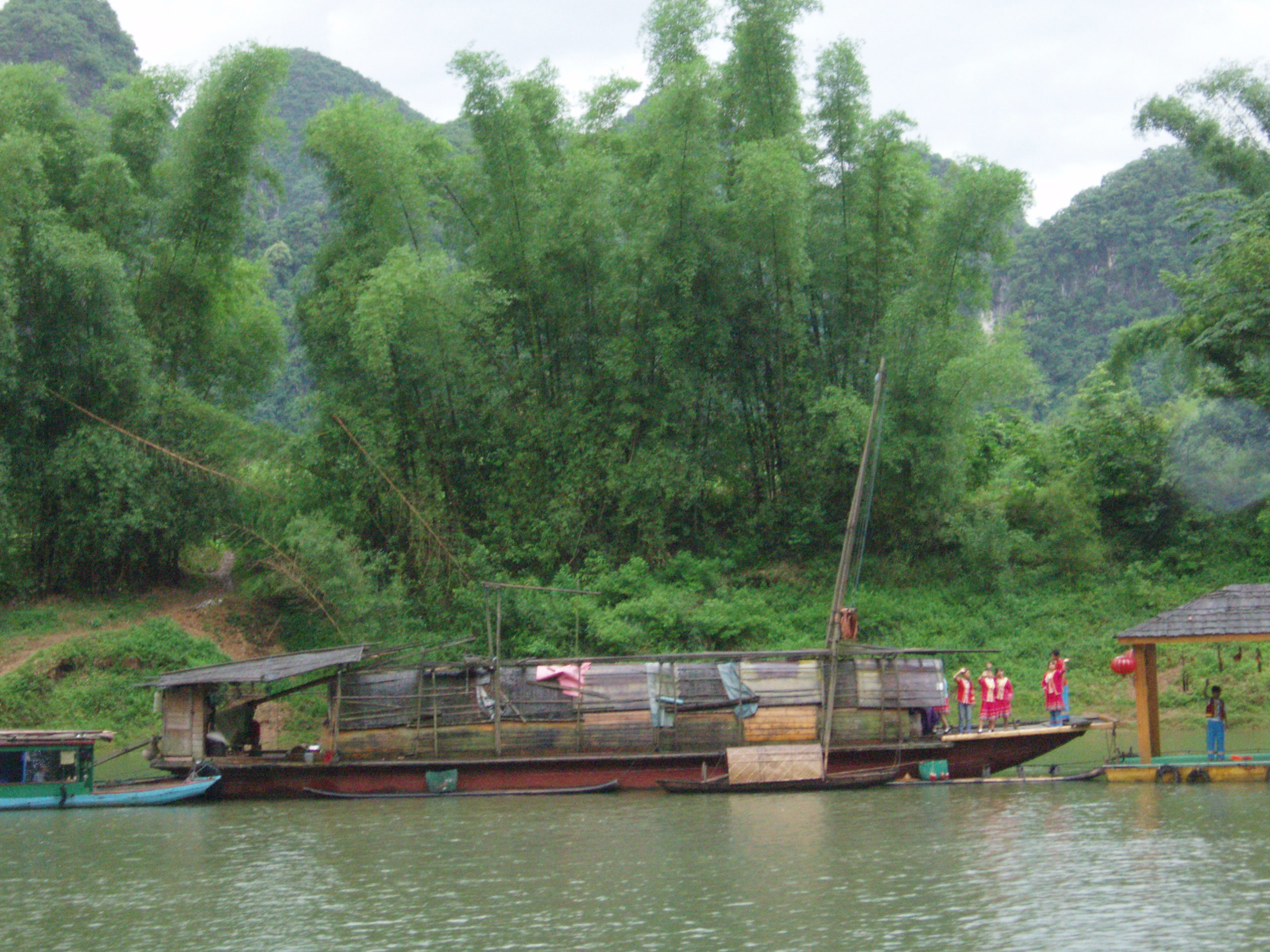
Бамбуковые рощи на берегу реки Лицзян в Китае

Почти все бамбуковые достигают огромных размеров (например, Dendrocalamus brandisii может вырасти до 38 м, но при этом окружность стебля достигает 80 см, то есть около 25 см в диаметре).
Растения подсемейства бамбуковых являются важнейшими техническими культурами во многих странах мира, а обыкновенный бамбук Bambusa vulgaris можно сравнить в этом отношении только с кокосовой пальмой. Родина обыкновенного бамбука неизвестна, хотя он распространён в обоих полушариях Земли.
Из корневища обыкновенного бамбука очень быстро и бурно вырастают многочисленные стебли, длиной 18 м и выше, на которых имеются листья длиной 18 и шириной 1,3 см. Каждая группа, клон или вся популяция в районе в течение нескольких десятилетий не цветёт, затем зацветает одновременно и очень обильно, после плодоношения как правило отмирает полностью или погибают только его наземные побеги, а корневища сохраняются.
Гигантский бамбук Bambusa gigantea цветёт примерно раз в 30 лет. Bambusa tulda в Индокитае в течение одного месяца вырастает на 22 м. В бассейне Амазонки бамбук широколистный Bambusa latifolia является важной частью аборигенной флоры. Из Китая и Японии в Европу были завезены пёстролистные виды бамбука, из которых в качестве декоративного растения особенно распространён японский низкорослый бамбук Bambusa fortunei.
Для бамбуковых характерна большая скорость роста, рекордная скорость зафиксирована у мадаке (Phyllostachys bambusoides), за сутки выросшего на 120 см.
При культивировании бамбука в качестве декоративных растений необходимо помнить, что данное растение характеризуется очень развитым корневищем, поэтому оно способно за короткий промежуток времени «захватить» большие территории. Чтобы предотвратить подобное «расселение», рекомендуется перед высадкой создать специальные ограждения в земле, за которые корневища не могли бы прорасти.

### Цветение

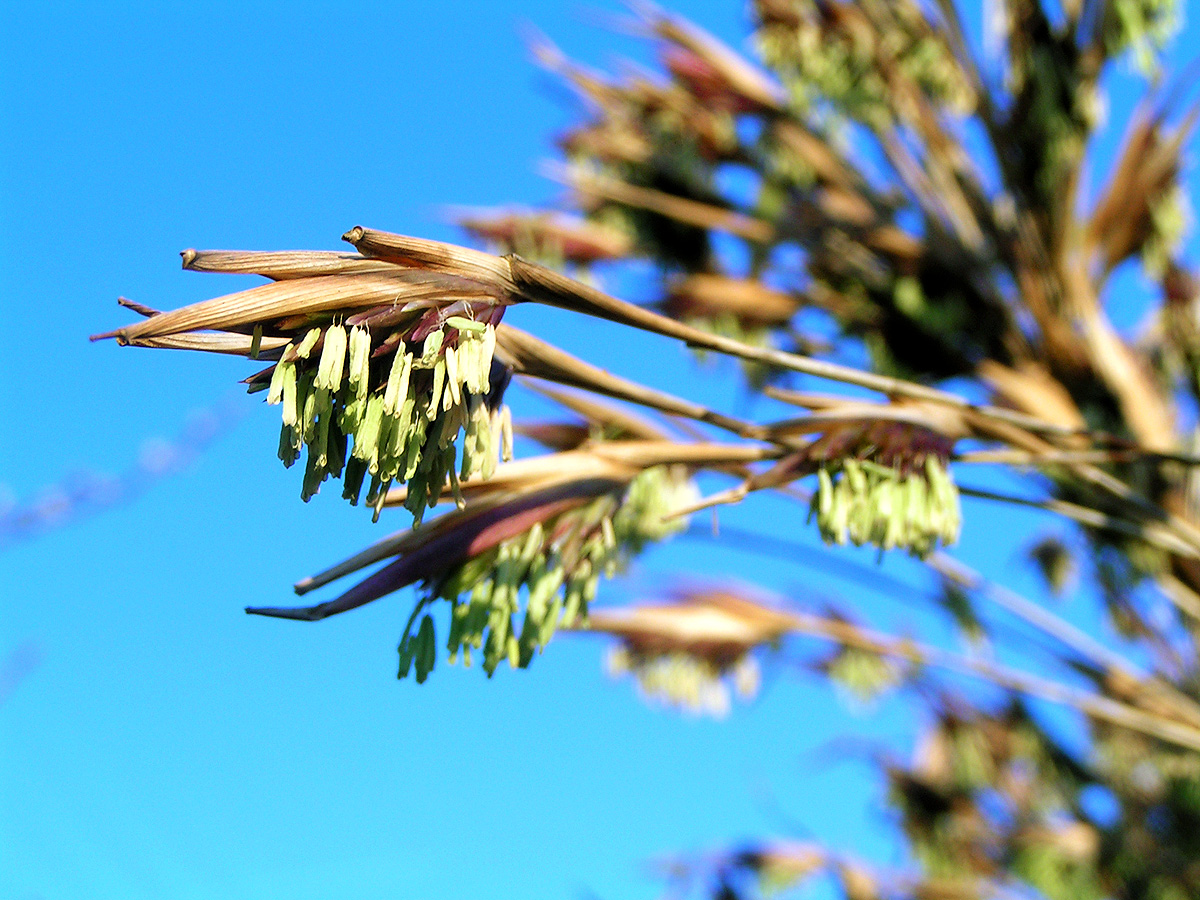
Цветущий бамбук

Некоторые виды бамбука цветут крайне редко — раз в сто лет или ещё реже. Даже растущий в нижнем ярусе леса саза или низкорослый бамбук цветёт один раз в 20 лет.
Если же растение «доживает» до момента цветения, то сразу же после него погибает, так как в этот период оно расходует последние запасы энергии. Как правило, период цветения охватывает большие территории, на которых произрастает бамбук. В таком случае, последующая за цветением гибель растений часто приводит к полному исчезновению бамбука на данной территории. Подобный случай, например, произошёл в Европе в 90-х годах XX века, где бамбук культивируется в качестве садового растения. Регулярная обрезка способна предотвратить цветение и следующую за ним гибель растения.
Из-за того, что бамбук цветёт так редко, само цветение пока ещё мало изучено. Например, ещё до конца не известно, почему период цветения наступает так редко и что является пусковым механизмом к его началу. Учёные предполагают, что столь редкое цветение бамбука является эволюционным приспособлением, обеспечивающим размножение бамбука — в природе нет животных и птиц, которые поедали бы исключительно семена этого растения — ведь дожить до следующего цветения практически невозможно.

## Распространение
Будучи тропическими и субтропическими растениями, в естественных условиях бамбук произрастает в Азии, Европе, в Северной и Южной Америке, Африке и Австралии, известны рощи и в Океании. Травянистые бамбуковые встречаются исключительно в тропиках, тогда как некоторые одревесневающие виды достаточно хорошо чувствуют себя и в более холодных областях. Например, Chusquea aristata в восточных Андах на высоте 4700 м над уровнем моря образует непроходимые чащи, которые поднимаются ещё выше — вплоть до снеговой границы, а в Гималайских горах несколько видов бамбука поднимаются на высоту до 3800 м, Bambusa metake из Японии и несколько видов китайского бамбука прекрасно растут в Центральной Европе — в Венгрии, Испании, Германии, Румынии, странах — бывших республиках Югославии, в России (Кавказский регион, Дагестан, Краснодарский край, Карачаево-Черкесия), Болгарии, в Крыму. Представители рода Саза (Sasa) растут даже на Курильских островах (см. Курильский бамбук).

## Применение

### В качестве продукта питания

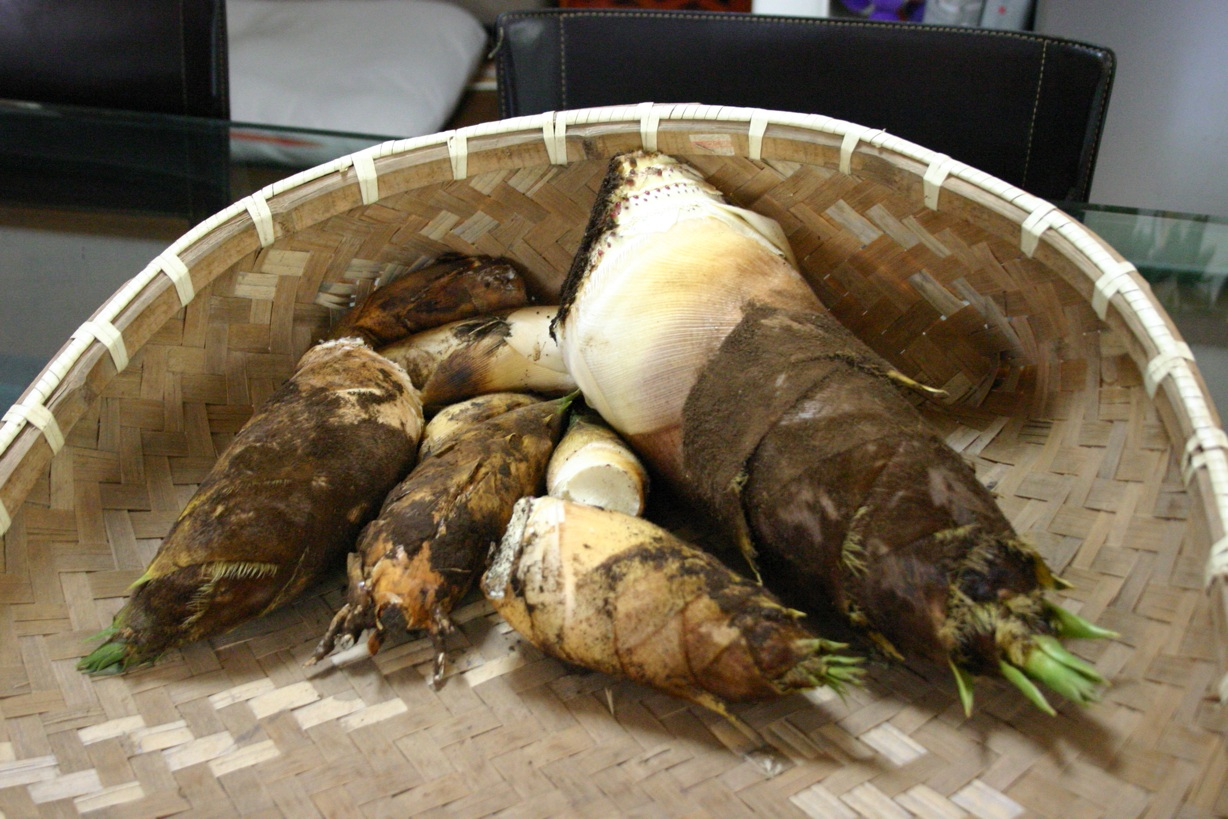
Свежесрезанные побеги бамбука

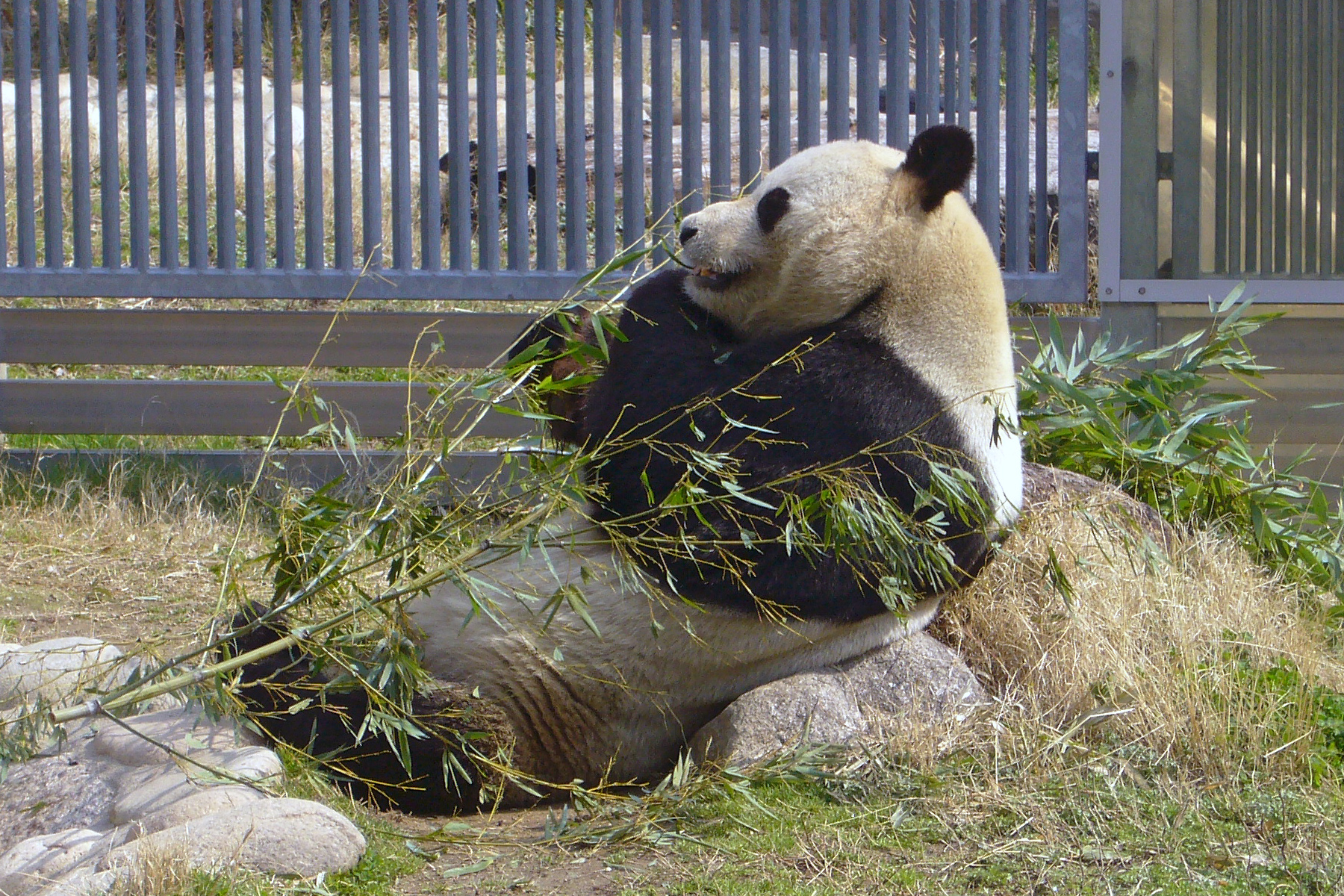
Бамбуковые побеги — основная пища большой панды

Молодые побеги бамбука используются в пищу в качестве овощей. Чаще всего употребляют в пищу виды Bambusa, Dendrocalamus и Phyllostachys.
Свежесрезанные бамбуковые побеги имеют очень твёрдую, светло-жёлтую сердцевину с узкими перемычками в коленах воздушных камер. Бамбук, используемый в пищу, срезают сразу после всхода, когда побеги ещё покрыты очень прочными, опушенными тёмно-коричневыми листьями, которые перед кулинарной обработкой удаляют.
Бамбуковые побеги импортируются в основном из стран Азии и Латинской Америки. В Европе бамбук как сельскохозяйственное растение культивируется только в Италии.
Побеги бамбука содержат цианогенный гликозид, который разрушается в процессе кулинарной обработки. Многие виды бамбука содержат горечи, которые также разрушаются при кулинарной обработке. В Японии бамбуковые побеги варят, например, вместе с «нукой» — мукой, которая образуется при шлифовании риса и содержит, прежде всего, внешние слои рисового зерна.
Побеги бамбука применяются в традиционной восточной медицине.
Похожие на овёс семена бамбука также можно употреблять в пищу.
Бамбук — основная пища большой панды.

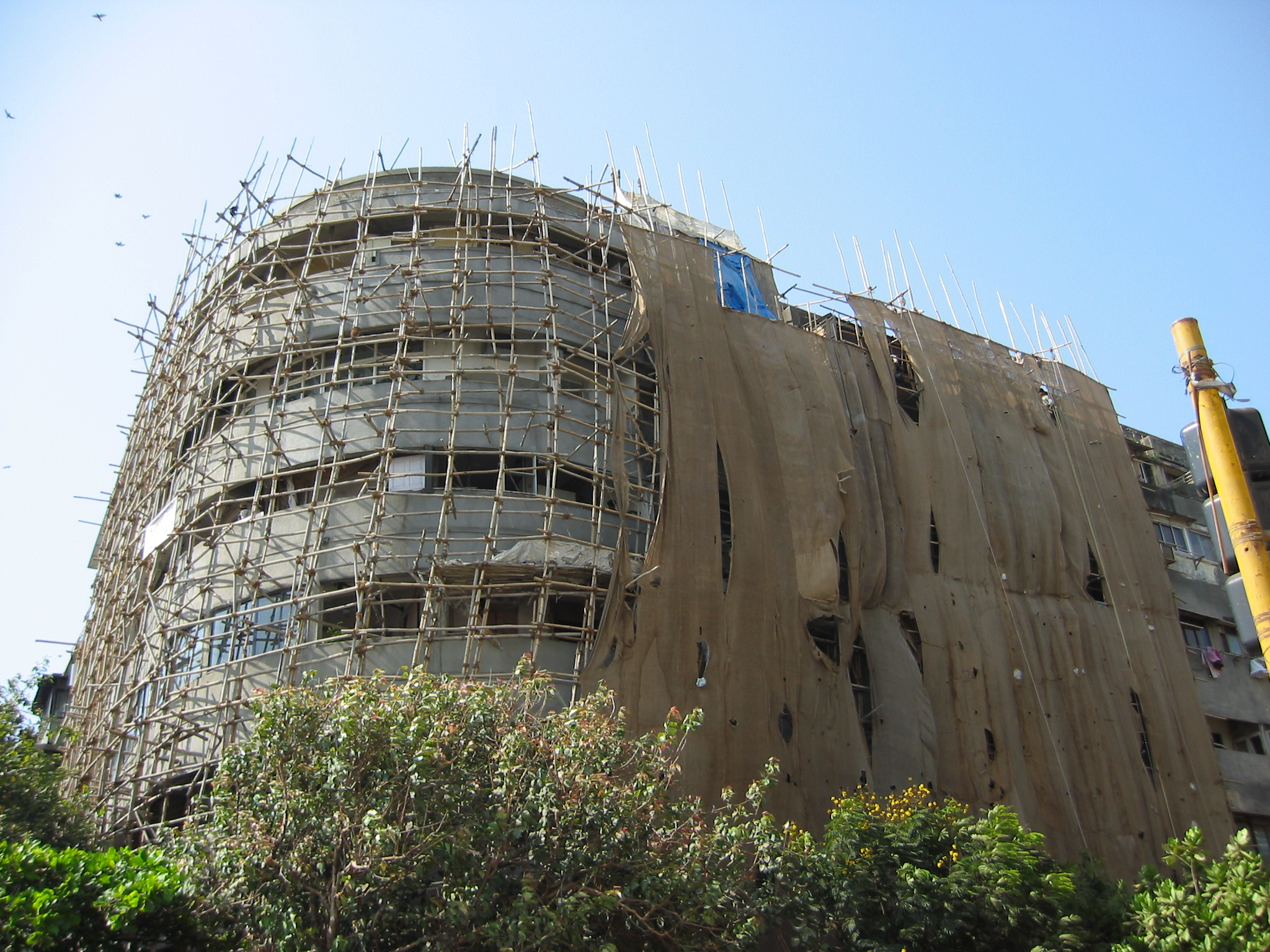
Использование бамбука: Строительные леса в Мумбаи, Индия

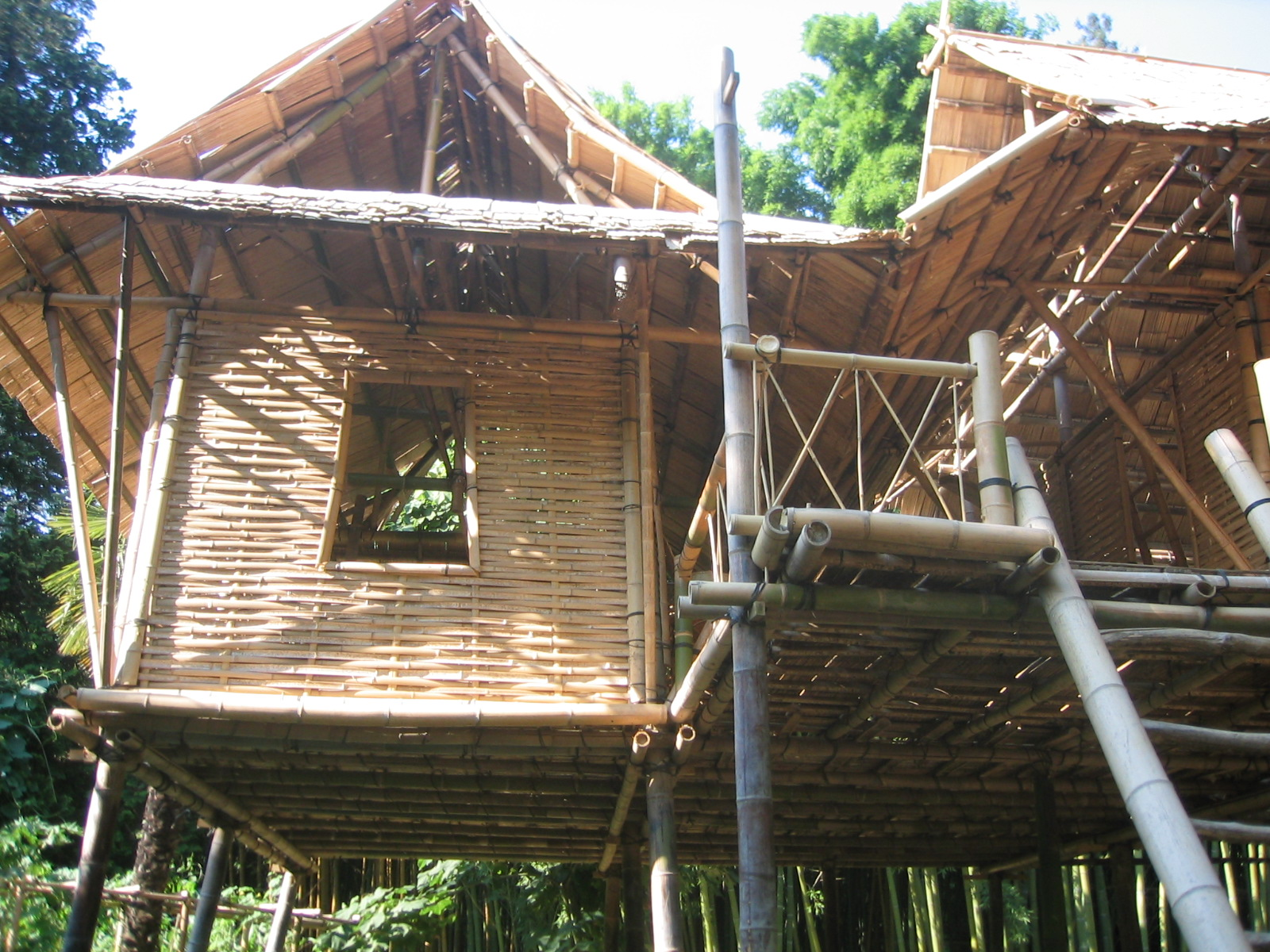
Дом, построенный из бамбука

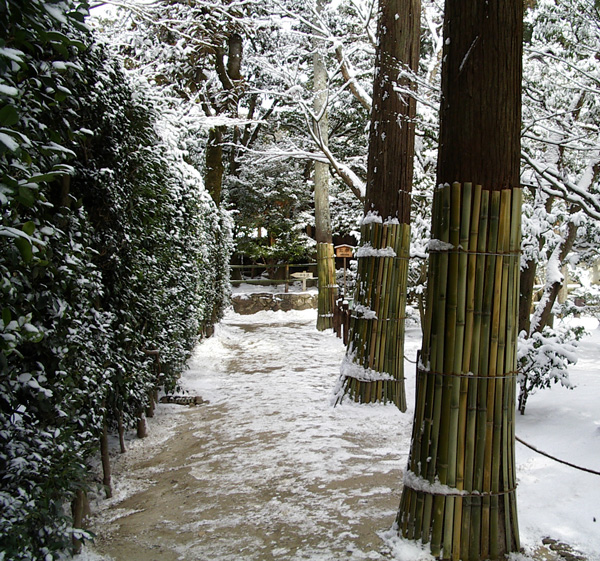
С помощью бамбуковых циновок в Японии защищают деревья от морозов

### В качестве стройматериала
Из этой жёсткой, лёгкой и очень прочной травы можно строить дома. Когда-то вся столица Таиланда покоилась на бамбуковых плотах. Из бамбука строились также мосты и водопроводы.

### В садоводстве
В китайском садоводстве бамбук — один из основных элементов. В европейских садах он тоже приобретает всё большую популярность.
Бамбуковые рощи, бамбук на террасах, оформление внутренних двориков, защита от света и ветра,— это все можно применить в декоративном садоводстве. Сочная зелёная листва, стебли разных расцветок и форм подходят к любому саду и прекрасно гармонируют с цветами и деревьями.
Бамбук — вечнозелёное растение, поэтому его побегами можно наслаждаться даже зимой.

### Для производства предметов обихода
- Бамбук используется для изготовления мебели. Из него делают головные уборы, плетёные корзины и шторы, палочки для еды и многое другое.

- Жители Явы используют бамбук и как «посуду» для приготовления пищи, и как саму пищу — в бамбуковых коленах запекают на углях молодые бамбуковые побеги.

- В Китае использовался в качестве материала для письма, как кисти.

- В Японии, в средние века из толстых трубок бамбука производились контейнеры для сыпучих материалов и для жидкостей, вроде фляг.

- Из расщеплённого бамбука изготавливают разнообразные плетёные вещи — вплоть до верхней одежды.

- В Европе из бамбука длительное время изготавливали трости и ручки для зонтиков. Хорошо известны бамбуковые удилища для рыбной ловли и лыжные палки. В США из бамбука в конце XIX века производили даже рамы для велосипедов.

- В Индии раньше выделялась каста банспхор (от банс — бамбук), как замкнутое сообщество ремесленников, специализирующихся на изготовлении изделий из бамбука.

### При изготовлении музыкальных инструментов
В некоторых странах, прежде всего Китае, Индонезии, Японии, Индии, на острове Таити, из бамбука изготавливают разнообразные музыкальные инструменты. Так, например, в Японии из бамбука изготавливают флейты «сякухати», в Индии — бансури.
Однако только духовыми инструментами использование бамбука не ограничивается — из него изготавливают также щипковые и ударные музыкальные инструменты.

### В качестве оружия

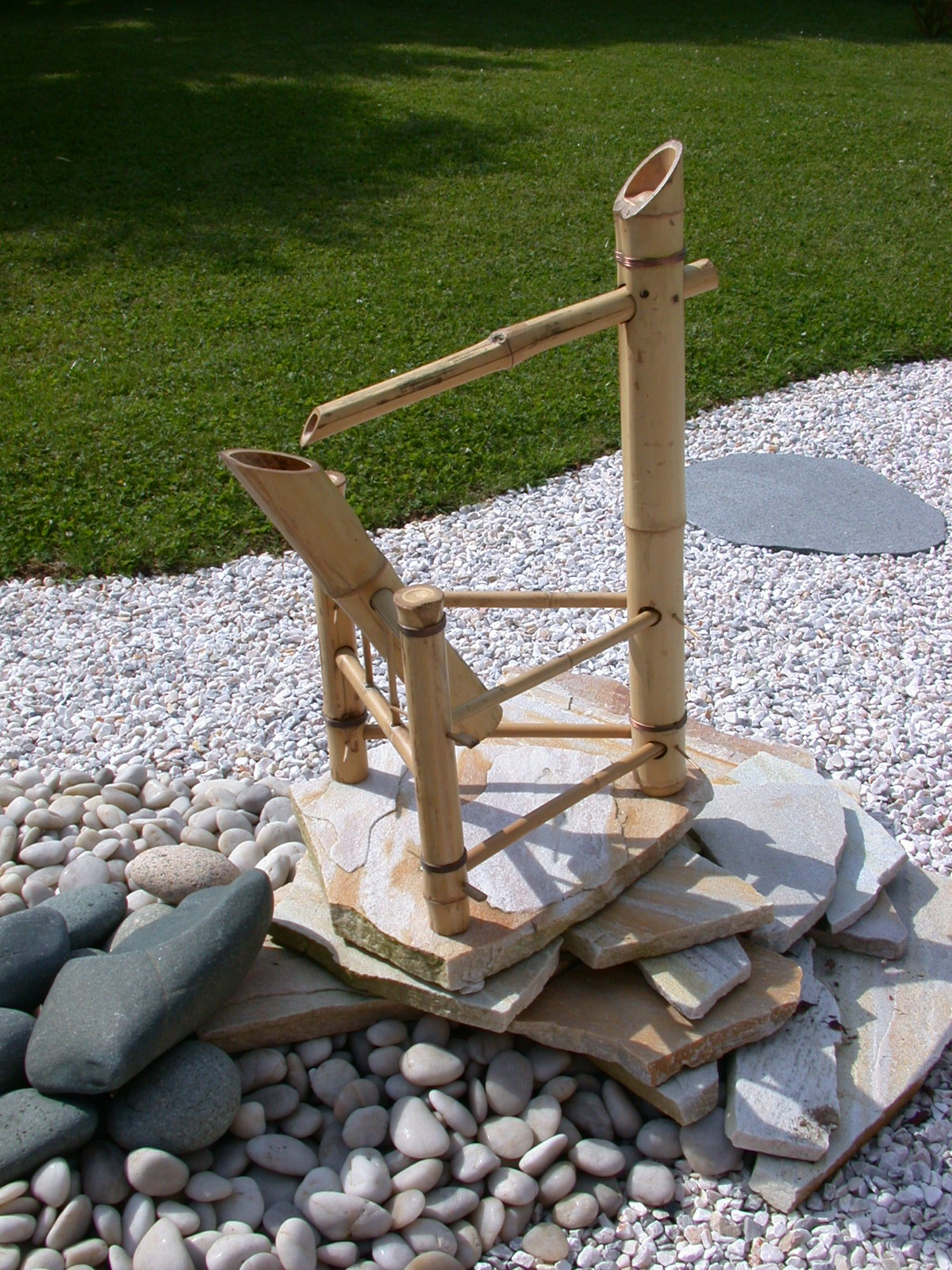
бамбуковый фонтан

Из бамбука изготавливали и изготавливают в настоящее время различные виды оружия: духовые ружья, древки, стрелы, наконечники для стрел, копья.
В Японии из бамбука в процессе очень сложной обработки изготавливают самурайские луки. Используя похожую технологию обработки, из бамбука изготавливают луки и для современных спортсменов-лучников.
Во время Вьетнамской войны партизаны, боровшиеся против американских войск, устраивали ловушки и волчьи ямы, дно которых было усеяно частоколом из бамбуковых шестов с обрезанными под острым углом верхушками.
Заострённые бамбуковые колья служили импровизированным оружием индонезийским ополченцам во время борьбы за независимость против голландских колонизаторов. В Индонезии такая бамбуковая пика (индон. Bambu runcing, букв. острый бамбук) является символом национально-освободительной войны.
Существуют легенды (однако, нет документальных источников или исторических фактов, где бы они упоминались), что бамбуки использовались как инструмент мучительной и долгой пытки или казни. Жертву закрепляли над обрезанной верхушкой бамбука либо над молодым ростком, тот рос и протыкал казнимого.

### В качестве сырья
В Китае большая часть бумаги производилась из молодых бамбуковых побегов, также производившееся на Ямайке бамбуковое волокно являлось основным сырьём для североамериканских бумажных фабрик.
В междоузлиях старых побегов образуется так называемый табаксир, который используется в традиционной китайской медицине, а также в качестве полирующего материала и экспортируется в больших объёмах в Аравию.

## Культурное значение

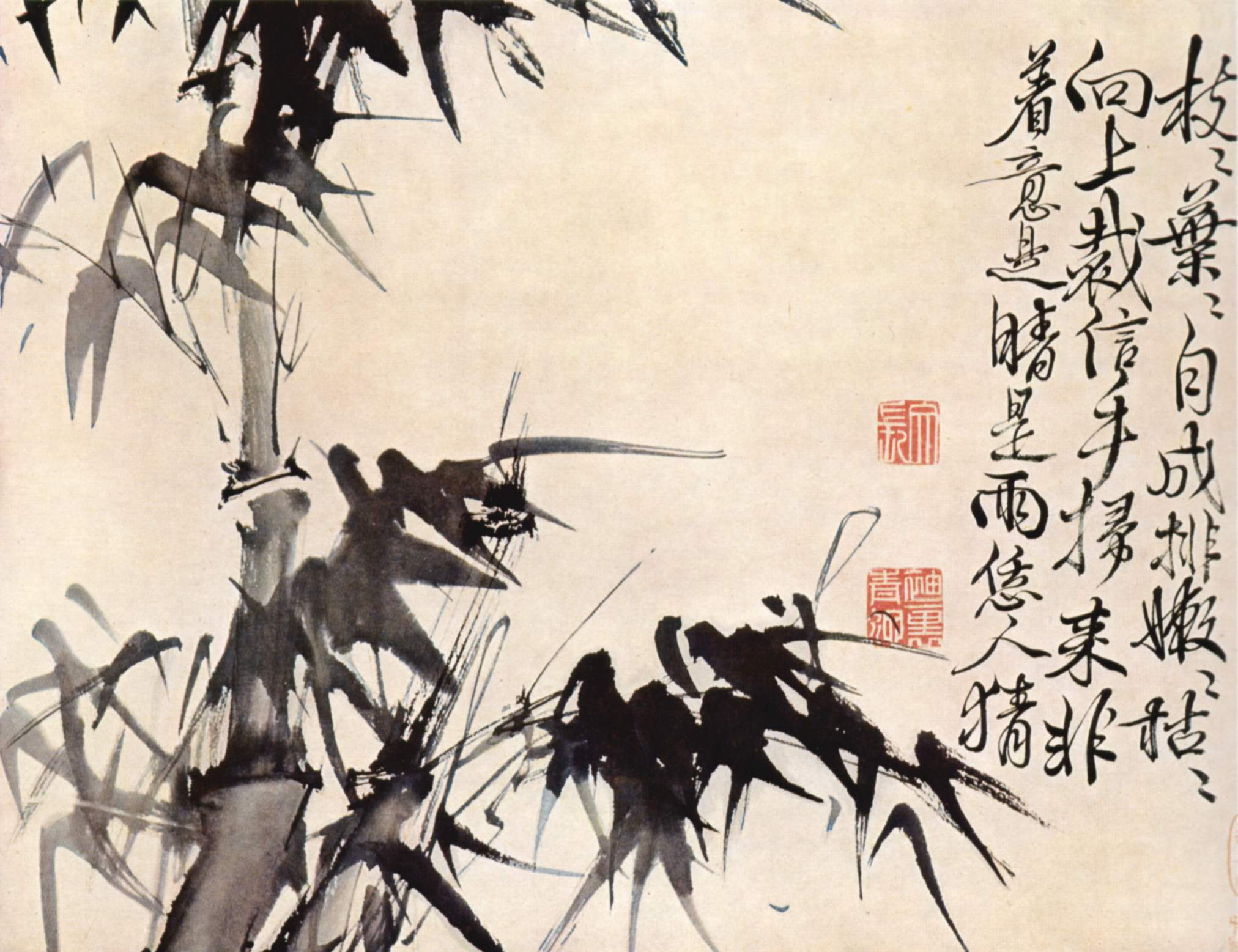
Картина тушью на бумаге «Бамбук», работы китайского художника Сюй Вэя (ок. 1540—1590)

С бамбуком связаны многочисленные символические значения. Так, в Китае он символизирует долголетие, в Индии является символом дружбы. На Филиппинах крестьяне устанавливают бамбуковые кресты на плантациях как талисман, который привлекает счастье.
В Японии с бамбуком также связаны положительные понятия. Там это растение, которому присущи очень прямолинейный рост и свежий зелёный цвет побегов и листвы, считается символом чистоты. Вместе с ветками сосны и цветущей сакурой бамбук служит символом Страны восходящего солнца. Три растения не только выступают символами счастья, но и применяются для обозначения ценовых категорий суси (суши). В конце года на каждой входной двери в Японии появляются связки сосновых веток и бамбуковых побегов (кадомацу), которые, по представлениям японцев, привлекают в дом счастье в наступающем году.
Бамбук был излюбленным объектом изображения многих китайских художников. Один из наиболее известных мастеров рисования бамбука — художник (сунской эпохи) Вэнь Тун (1019—1079).
Так как бамбук цветёт очень редко и его семена употребляются в пищу преимущественно в голодные времена, в некоторых культурах цветение бамбука интерпретируется как предвестник голода.
В некоторых культурах Азии, например в андаманской, считается, что всё человечество первоначально вышло на свет из междоузлий бамбуковых побегов. А в Японии и Малайзии бытуют поверья о молодой (и очень миниатюрной) девушке, которая живёт в стволе бамбука и появляется, если разрезать побег.
Существуют пословицы, поговорки, крылатые выражения со словом «бамбук». «Так не гнётся бамбук!» — вьетнамский лозунг времен войны с США. «Курить бамбук» — русская сленговая фразема, означающая бездеятельность. В современном китайском языке есть древний чэнъюй «зелёные плоды сливы, бамбуковая лошадка» (кит. упр. 青梅竹马, палл. цин мэй чжу ма), происходящий из стихотворения Ли Бо «Чанганьские мотивы» (кит. упр. 长干行) и означающий чистосердечные и невинные игры мужчины и женщины в их детские годы.

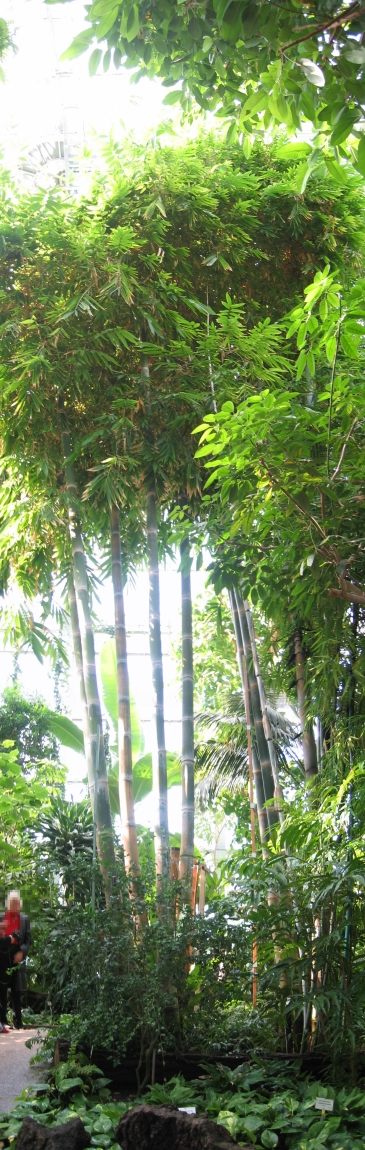
Гигантский бамбук (Dendrocalamus giganteus) в берлинском ботаническом саду
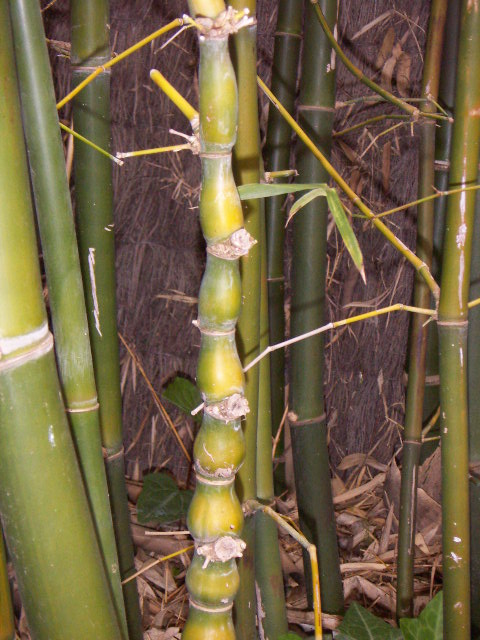
Bambusa ventricosa со своими типичными междоузлиями
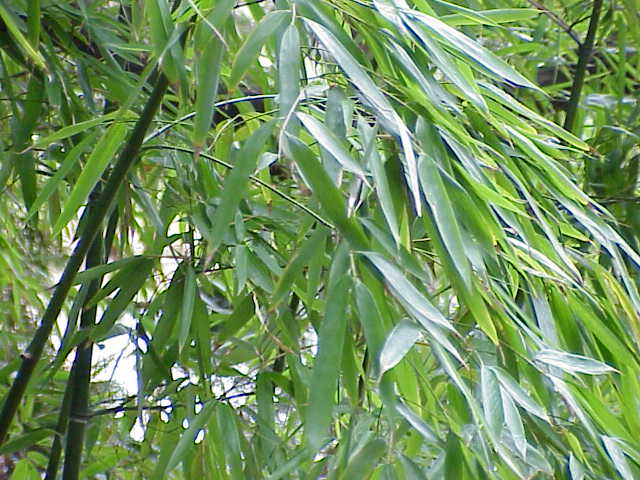
Phyllostachys aurea, морозостойкий бамбук, распространённый в Центральной Европе
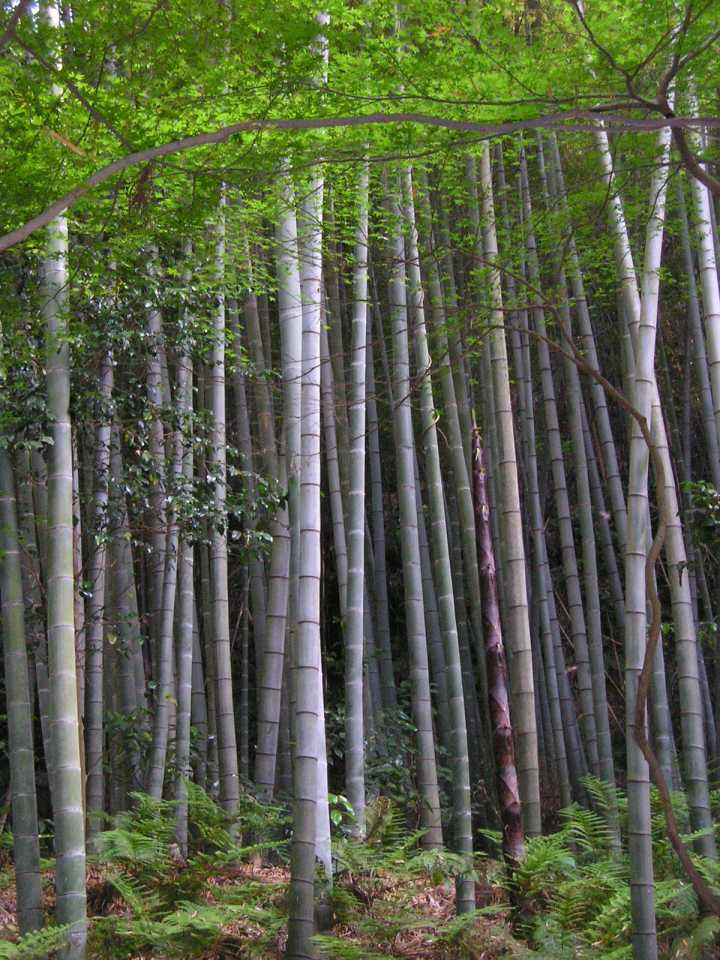
Бамбуковый лес, образованный Phyllostachys edulis, в окрестностях японского города Камакуры в префектуре Канагава на острове Хонсю
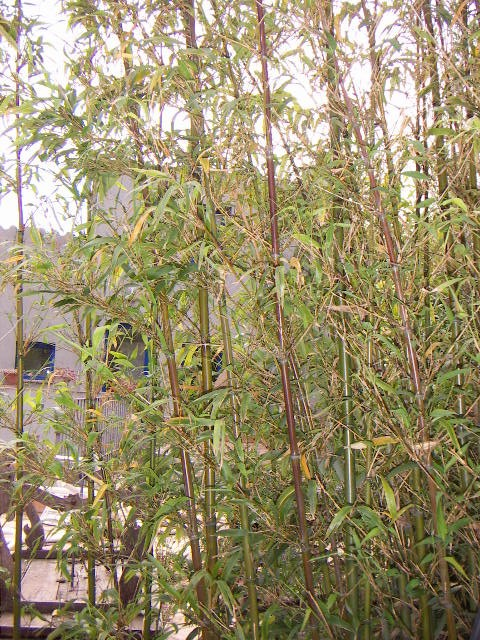
Semiarundinaria fastuosa.
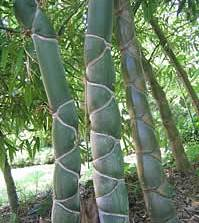
Бамбук в Японии
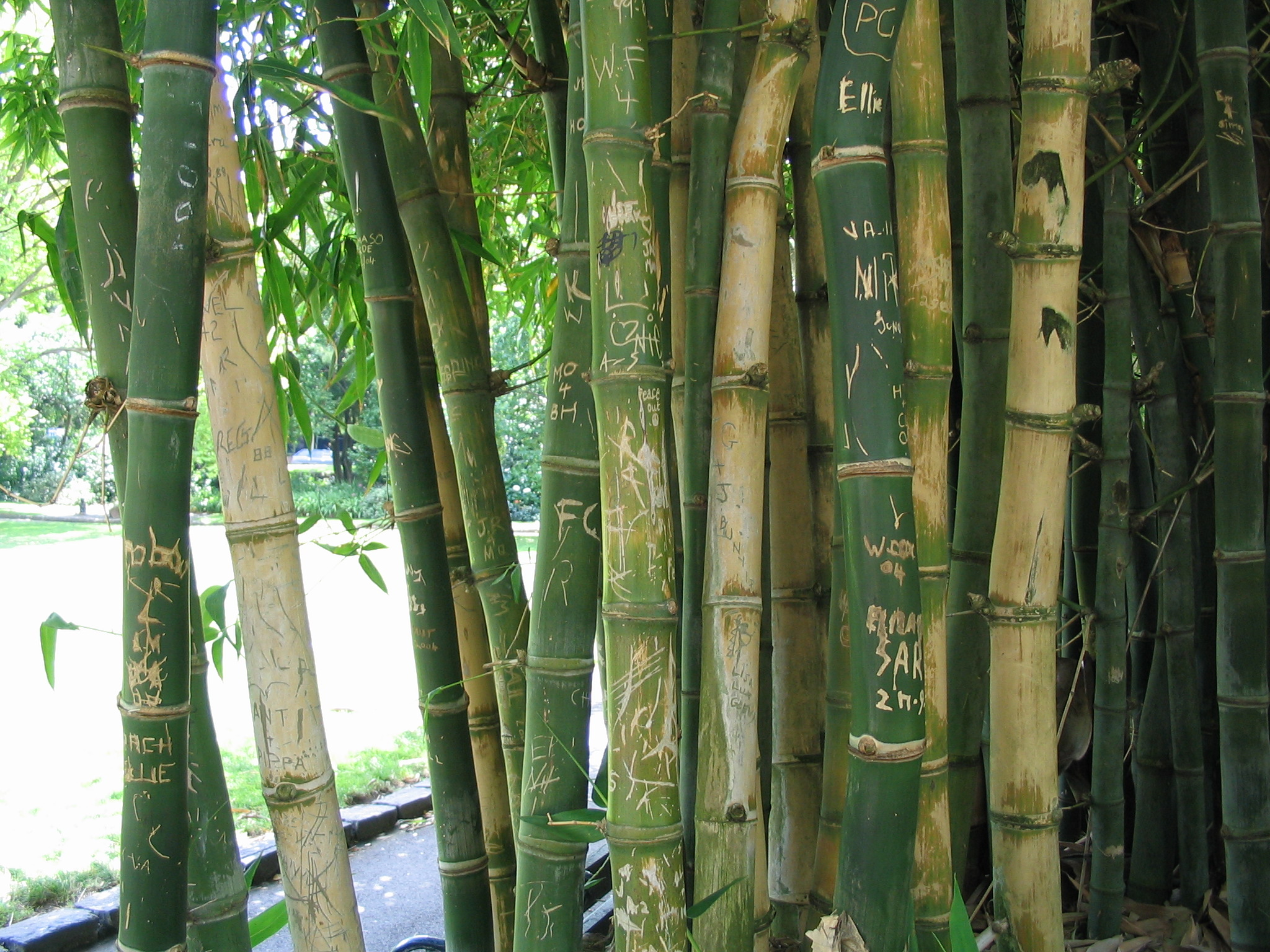
Граффити

## Систематика
К подсемейству Бамбуковые (Bambusoideae) принадлежат около 1 200 видов. Они разделены на две трибы и несколько подтриб с 98 родами:
Триба Olyreae, в которую входит 21 род неодревесневающих видов бамбука:
- Agnesia
- Arberella
- Buergersiochloa — Бюргерсиохлоа
- Cryptochloa
- Diandrolyra
- Ekmanochloa
- Eremitis
- Froesiochloa
- Lithachne
- Maclurolyra
- Mniochloa
- Olyra — Олира
- Pariana
- Parodiolyra
- Piresia
- Piresiella
- Raddia
- Raddiella
- Rehia
- Reitzia
- Sucrea

Триба Bambuseae, в которую входят одревесневающие виды бамбука. Эта триба разделена на 9 подтриб с 77 родами:
Подтриба Arthrostylidiinae с 13 родами:
- Actinocladum
- Alvimia
- Apoclada
- Arthrostylidium
- Athroostachys
- Atractantha
- Aulonemia (Син.: Matudacalamus)
- Colanthelia
- Elytrostachys
- Glaziophyton
- Merostachys
- Myriocladus
- Rhipidocladum

Подтриба Arundinariinae с 16 родами:
- Acidosasa
- Ampelocalamus
- Arundinaria — Арундинария
- Borinda
- Chimonocalamus
- Drepanostachyum (Син.: Himalayacalamus)
- Fargesia
- Ferrocalamus
- Gaoligongshania
- Gelidocalamus
- Indocalamus
- Oligostachyum
- Pseudosasa
- Sasa — Саза (70 видов)
- Thamnocalamus
- Yushania

Подтриба Bambusinae, с 10 родами:
- Bambusa — Бамбук (Син.: Dendrocalamopsis), со 120 видами.
- Bonia (Син.: Monocladus)
- Dendrocalamus(Син.: Klemachloa, Oreobambos, Oxynanthera, Sinocalamus)
- Dinochloa
- Gigantochloa
- Holttumochloa
- Kinabaluchloa(Син.: Maclurochloa, Soejatmia)
- Melocalamus
- Sphaerobambos
- Thyrsostachys

Подтриба Chusqueinae, с двумя родами:
- Chusquea (120 видов),
- Neurolepis

Подтриба Guaduinae, с пятью родами:
- Criciuma
- Eremocaulon
- Guadua
- Olmeca
- Otatea

Подтриба Melocanninae, с 9 родами:
- Cephalostachyum
- Davidsea
- Leptocanna
- Melocanna
- Neohouzeaua
- Ochlandra
- Pseudostachyum
- Schizostachyum
- Teinostachyum

Подтриба Nastinae, с шестью родами:
- Decaryochloa
- Greslania
- Hickelia
- Hitchcockella
- Nastus
- Perrierbambus

Подтриба Racemobambodinae, с одним родом:
- Racemobambos (Син.: Neomicrocalamus, Vietnamosasa)

Подтриба Shibataeinae, с восемью родами:
- Chimonobambusa
- Indosasa
- Phyllostachys (55 видов)
- Qiongzhuea
- Semiarundinaria (Син.: Brachystachyum),
- Shibataea
- Sinobambusa